# Cerkiew Zaśnięcia Matki Bożej w Petersburgu (Plac Sienny)
Cerkiew Zaśnięcia Matki Bożej, potocznie określana jako cerkiew Zbawiciela na Siennym (Церковь Спаса на Сенной – cerkow' Spasa na Siennoj) – prawosławna cerkiew w Petersburgu, przy Placu Siennym, wzniesiona w latach 1753–1765 i zburzona w r. 1961.

## Historia
Plac Sienny w Petersburgu od końca lat 30. XVIII w. pełnił funkcje placu targowego, gdzie handlowano drewnem, słomą, sianem, sprzedawano zwierzęta domowe i ptactwo. W 1743 r. grupa handlujących tam na stałe kupców postanowiła ufundować na placu prawosławną cerkiew. W 1751 r. otrzymali pozwolenie na budowę świątyni z trzema ołtarzami, noszącej wezwanie Spotkania Pańskiego. W 1753 r. na Plac Sienny przeniesiono drewnianą świątynię pod wezwaniem Podwyższenia Krzyża Pańskiego, która do tej pory znajdowała się na terenie Dzielnicy Wyborskiej. Dwa dni po jej konsekracji (tj. 20 czerwca/1 lipca 1753 r.) arcybiskup petersburski Sylwester poświęcił kamień węgielny pod budowę cerkwi murowanej. Jej głównym fundatorem był zamożny kupiec Sawwa Jakuszkin. Być może obiekt zaprojektował Bartolomeo Rastrelli, u którego Jakuszkin zamówił projekt swojej rezydencji.  
20/31 lipca 1761 r. wyświęcony został pierwszy ołtarz w cerkwi poświęcony Trzem Świętym Hierarchom. W 1764 r. wyświęcono ołtarz św. Sawy Uświęconego, patrona fundatora, natomiast 5/16 grudnia 1765 r. konsekrowano główny ołtarz Zaśnięcia Matki Bożej. Cerkiew była świątynią pięciokopułową, a największa z kopuł została pozłocona, by uczcić koronację Katarzyny II. Wizerunek cesarzowej znajdował się również na dzwonie zawieszonym na cerkiewnej dzwonnicy.     
W latach 1816–1817 cerkiew została przebudowana pod kierunkiem Luigiego Ruski, który przebudował dzwonnicę, uszkodzoną z powodu osuwania się gruntu. Przekształcono również wnętrze cerkwi, łącząc dwa pomieszczenia ołtarzowe. W latach 1833–1835 A. Mielnikow przebudował sklepienia i kopuły cerkwi. W podobnym czasie w cerkwi ponownie urządzono dwa ołtarze boczne: południowy pod wezwaniem Zbawiciela (od tego właśnie ołtarza pochodziła potoczna nazwa cerkwi – Zbawiciela na Placu Siennym) oraz północny św. Michała Archanioła, ufundowany przez Michaiła Nowikowa. Kolejną przebudowę dachu i dzwonnicy przeprowadzono w latach 1867–1873. Jeszcze przed ich zakończeniem, w 1870 r., metropolita petersburski i ładoski Izydor dokonał powtórnego poświęcenia budynku. W latach 1897–1898 kopuły świątyni zostały pokryte złoconą miedzią. Na początku XX w. miejscowa parafia starała się o uzyskanie przez świątynię statusu soboru, jednak bez powodzenia. Nie doszło również do planowanej rozbiórki XVIII-wiecznej świątyni i wzniesienia na jej miejscu nowej. Cerkiew została jedynie powiększona. Nieco wcześniej zamożni kupcy, związani z miejscową parafią, ufundowali kilka kaplic ustawionych niedaleko cerkwi. Jedna z nich upamiętniała ocalenie rodziny carskiej z zamachu na carski pociąg pod wsią Borki w 1888 r.
W cerkwi znajdował się barokowy XVIII-wieczny ikonostas oraz wykonany w 1786 r. stół ołtarzowy zdobiony srebrnymi płaskorzeźbami. Szczególnym kultem otaczana była w cerkwi ikona Zaśnięcia Matki Bożej, a także kopia Tichwińskiej Ikony Matki Bożej i obraz Chrystusa Zbawiciela. 
Po rewolucji październikowej, podczas kampanii konfiskaty kosztowności cerkiewnych, z cerkwi wyniesiono całość cennego wyposażenia. Miejscowi wierni czynnie sprzeciwiali się konfiskacie. W 1921 r. doszło do starcia między parafianami a przeprowadzającym konfiskatę oddziałem Armii Czerwonej. W 1923 r. świątynię przekazano Żywej Cerkwi; w tej jurysdykcji cerkiew otrzymała status soboru. Piętnaście lat później władze zdecydowały o likwidacji parafii i zamknięciu obiektu dla kultu; budynek został zaadaptowany na magazyn. Ikony, które przedstawiały wartość historyczną, zostały przeniesione do Ermitażu oraz do Muzeum Historii Religii.  
1 lutego 1961 r. nieczynna cerkiew została wysadzona w powietrze. Decyzję o zniszczeniu budynku wydano, by zwolnić miejsce pod budowę stacji metra.  
W 1995 r. władze Petersburga wydały zgodę na odbudowę świątyni na Placu Siennym. Ostatecznie jednak projekt ten został zarzucony i zburzoną XVIII-wieczną cerkiew upamiętniono jedynie poprzez wzniesienie czasowni. Obiekt ten poświęcono w 2003.